# Apomecynoides stramentosa
Apomecynoides stramentosa is een keversoort uit de familie boktorren (Cerambycidae). De wetenschappelijke naam van de soort is voor het eerst geldig gepubliceerd in 1943 door Breuning.